# Kayan (folyó)
A Kayan egy nagy folyó Borneó szigetén. Észak-Kalimantan (Kalimantan Utara) tartomány egyik legnagyobb és legfontosabb folyója. A sziget központi hegységrendszerének az északi részén, az Ukeng-hegységben ered és a tartomány fővárosa, Tanjung Selor alatt deltával ömlik a Celebesz-tengerbe.

## Földrajza
A Kayan folyó nevét a Kayan Dayak törzsről kapta. Forráságai az Ukeng-hegységben (Malinau körzet, Kayan Selatan alkörzet), mintegy 2015 m tengerszint feletti magasságban erednek. A folyó nagy esésű zuhatagos szakaszokkal D-i, K-i, majd északkeleti irányban hegyvidéki területeken vág át. Tanjung Selor felett több mint 70 km-re korall és mészkő dombok között halad a városig. Partjait jellemzően a nipák, néhol kókuszfák kísérik. A város alatt végül a széles Kayan-deltában a Celebesz-tengerben végződik.

## Vízrajza
Teljes hossza 576 km. A Kayan 12 nagyobb mellékfolyója közül a Bahau a legnagyobb. Vízgyűjtő területe több mint 33 ezer km2, jórészt 3500–4000 mm-nyi évi csapadékkal (ez a terület Köppen éghajlat besorolása szerint az Af, a trópusi esőerdő típusba esik). Vízhozama alapján a sziget ötödik legnagyobb folyója. Közepes vízhozama Tanjung Selornál 2454 m3/s. Alsó szakaszának az átlagos szélessége 500 m körül van. A torkolat közeli részeken szélessége 700 és 1000 méterre nő. Mélysége általában 10 m körüli. Tanjung Selortól (a tengertől nagyjából 60 km-re) nagyobb hajókkal is hajózható. Feljebb kisebb hajókkal, a zuhatagosabb szakaszokon csak csónakokkal járható.

## Deltája
A Kayan árapály deltája kb. 3000 km2 kiterjedésű. A Kayan, a Sekatak, a Sesayap és a Sembakung folyók deltája egy összeérő  "deltakomplexumot" alkot (a deltákkal átellenben, a Tarakan-szigeten található Észak-Kalimantan tartomány legnagyobb városa, Tarakan). A Kayan-deltában legalább 6 őshonos mangrovefaj található meg (Rhizophora apiculata, Osbornia octodonta, Lumnitzera littorea, Avicennia sp., Rhizophora sp., Sonneratia sp.). A delta belső részein a nipah (Nypa fruticans) a jellemző, míg a delta egyes részein édesvízi és sósvízi ökoszisztémák vegyes növényzetének ad otthont.

## Jelentősége
A Kayan folyó észak-kalimantani Bulungan körzetét (ez a terület egykor a fülöp-szigeteki Sulu Szultánság része volt) gazdag biológiai sokféleség jellemzi és olyan ökoszisztémákat foglal magában, mint a síkvidéki trópusi esőerdők, a hegyi erdők, a tőzegmocsarak, a mangrove és a karszt.
A Kayan létfontosságú a folyó mentén és a deltájában élő közösségek számára, mivel azok az édesvíz, a halászat, a mezőgazdaság szempontjából függenek tőle. A folyó menti dayak lakosok gazdálkodásból, földművelésből és halászatból élnek. Széles rizsföldjeiket nemzedékek óta művelik.
Jelenleg a Kayan vízgyűjtője a befektetések központjává vált. Nagy területeket alakítottak át pálmaolaj- és faipari ültetvényekké, bányaterületekké, halastavakká és mezőgazdasági területekké. A folyó esését és energiáját kihasználva erőművek sora épül meg itt (Kayan I, Kayan II, Kayan III), zöld ipari parkokkal.